# Jeroen van Wijngaarden
Jeroen van Wijngaarden (Amsterdam, 29 maart 1978) is een Nederlands voormalig politicus. Namens de VVD was hij van 2014 tot 2017 en van 2019 tot 2023 lid van de Tweede Kamer.

## Levensloop
Jeroen van Wijngaarden studeerde bij Hotelschool The Hague (1996-2000), de Cardiff-universiteit (2002-2003) en de Universiteit van Amsterdam (2006-2011). Hij was werkzaam als manager bij PricewaterhouseCoopers van 2011 tot 2014. Bij de Tweede Kamerverkiezingen van 2012 was Van Wijngaarden kandidaat-Tweede Kamerlid op plek 51 en op 1 juli 2014 werd hij tussentijds verkozen als opvolger van Cora van Nieuwenhuizen die als Europarlementariër aan de slag ging in Brussel. In 2014 was hij kandidaat voor het Europees Parlement op plek 10 en als fractievoorzitter in het Amsterdamse stadsdeel Zuid regelde hij dat er structureel geld vrij werd gemaakt voor de beveiliging van Joodse instellingen. Van Wijngaarden behoorde in 2016 tot de zeven leden van zijn fractie die vóór het (aangenomen) initiatiefwetsvoorstel van Pia Dijkstra over registratie voor orgaandonatie stemden.
Bij de Tweede Kamerverkiezingen van 15 maart 2017 stond hij op plek 45 en werd hij derhalve niet herkozen in de Tweede Kamer. In februari 2019 werd het VVD Tweede Kamerlid Foort van Oosten burgemeester van Nissewaard waarop Van Wijngaarden kon terugkeren in de Tweede Kamer. Van Wijngaarden was hiervoor hoofd Public Affairs van Sanofi vanaf 2017.

## Tweede Kamer
Van Wijngaarden behoorde in 2016 tot de zeven leden van zijn fractie die vóór het (aangenomen) initiatiefwetsvoorstel van Pia Dijkstra over registratie voor orgaandonatie stemden.
Als woordvoerder Justitie was hij nauw betrokken bij de wijziging van de Wet op kansspelen. Zijn amendement voor een uniform belastingtarief bij voor online en offline gokken werd aangenomen.
Van 2 juli 2020 tot december 2020 was Van Wijngaarden deel van de Parlementaire ondervragingscommissie Kinderopvangtoeslag (POK). Het onderzoek van de commissie leidde tot het onderzoeksrapport ‘Ongekend Onrecht”. In reactie op het verschijnen van het rapport besloot het kabinet-Rutte III ontslag te nemen op 15 januari 2021.
Na het afronden van de POK werd Van Wijngaarden woordvoerder Defensie. Op dit dossier zette hij zich in voor het behoud van de Nederlandse defensie-industrie. Tijdens zijn woordvoerderschap vond de val van Kaboel plaats en de daaropvolgende evacuatie. Daarnaast drong hij aan op verder onderzoek naar het mortierongeluk waarbij twee Nederlandse soldaten omkwamen in 2022.
Als woordvoerder Mijnbouw/Groningen was Van Wijngaarden verantwoordelijk voor de behandeling van de Parlementaire Enquêtecommissie Groningen. Een motie van hem leidde tot de start van de Conferentie voor het Noorden. Hierbij richtte hij zich op de economische toekomst van het gebied, bijvoorbeeld door een verbreding van de N33. Ook zet hij zich op de portefeuille in voor grondstofwinning in Nederland als alternatief voor import, bijvoorbeeld gaswinning op de Noordzee.
Naast woordvoerder Mijnbouw/Groningen is Van Wijngaarden op dit moment ook verantwoordelijk voor de portefeuille Europese Zaken. Hier zet hij zich in voor de rechtsstaat, controle op migratie en prudent begrotingsbeleid.
Naast zijn woordvoerderschappen heeft Jeroen van Wijngaarden vier initiatiefwetten mede-ingediend. Dit zijn op chronologische volgorde: Initiatiefvoorstel-Van Wijngaarden, Kuiken en Groothuizen Wet herziening partneralimentatie (2015); Initiatiefvoorstel-Van Ginneken en Van Wijngaarden over het van rechtswege ontstaan van gezamenlijk gezag door erkenning (2016); Initiatiefvoorstel-Ellemeet, Kuiken, Paternotte en Van Wijngaarden Legale medicamenteuze afbreking zwangerschap door huisarts (2018); en het Initiatiefvoorstel-Paternotte, Kuiken, Ellemeet en Van Wijngaarden Afschaffen verplichte minimale beraadtermijn voor afbreking van zwangerschappen (2021).

## Na de Tweede Kamer
Op 21 september 2023 maakte Van Wijngaarden bekend zich niet langer verkiesbaar te stellen voor de VVD. Op 5 oktober 2023 werd bekend dat hij voortijdig de Tweede Kamer zal verlaten om per 1 november 2023 in dienst te treden bij branchevereniging voor vermogensbeheerders DUFAS als algemeen directeur. Bij zijn afscheid op 26 oktober dat jaar werd hij benoemd tot ridder in de Orde van Oranje-Nassau.

## Persoonlijk
Van Wijngaarden is jurist, hij woont samen in Amsterdam en heeft twee kinderen.
- Parlement.com: vjkljup9bgw0